# Neuvy, Allier
Neuvy là một xã ở tỉnh Allier thuộc miền trung nước Pháp.